# Бахаревка (станция)
Ба́харевка — железнодорожная станция Пермского региона Свердловской железной дороги на линии Пермь-2 — Кузино, находится в Свердловском районе городе Перми. На ней останавливаются пригородные поезда до станций Кишерть, Шаля, Кунгур, Пермь II.

## Cм. также
- Пермь II